# Bas (glas)
Bas (tal. basso, iz kasnolat. bassus: nizak, dubok), najdublji je muški glas, opsegom od E do d1. Razlikuje se visoki bas (tal. basso cantante) koji u solo pjevača seže u visinu i do f1 (katkad as1), dok duboki bas (tal. basso profondo) dopire do najdubljih tonova koje grlo može proizvesti (D ili C). U opernoj praksi po boji glasa i volumenu razlikuju se: herojski ili ozbiljni bas (tal. basso serio) i komični bas (tal. basso buffo).